# Moeritherium
Moeritherium ("odjuret från sjön Moeris") var ett släkte bestående av flera arter. Dessa förhistoriska däggdjur är släktingar till dagens elefanter och mer avlägset till sirendjur. De levde under eocen. 
Arterna i Moeritherium liknade grisar i utseende och levde för cirka 37 till 35 miljoner år sedan. De påminner även om moderna tapirer eller dvärgflodhästar. De var mindre än dagens elefanter med en mankhöjd på endast 70 centimeter (2,3 fot) och en längd på cirka 3 meter (9,8 fot). Antagligen vistades de ofta i träskar och floder och fyllde samma ekologiska nisch som nu fylls av flodhästar.